# Lista de municípios do Rio de Janeiro por IFDM
Esta é uma lista de municípios do Rio de Janeiro ordenados por Índice FIRJAN de Desenvolvimento Municipal (IFDM) conforme dados divulgados pelo Sistema FIRJAN em 2015 com base no ano de 2013.
O Índice FIRJAN de Desenvolvimento Municipal (IFDM) é um estudo anual criado para acompanhar o desenvolvimento humano, econômico e social dos municípios do Estado do Rio de Janeiro e do Brasil (5.565 no total), com base exclusivamente em estatísticas oficiais. Ele leva em conta três indicadores: emprego e renda como um único indicador e  educação e saúde como indicadores separados, cada qual com um conjunto respectivo de variáveis. Devido às suas características, a ferramenta tem servido como uma fotografia de políticas públicas e como fonte para "estudos nacionais e internacionais a respeito do desenvolvimento brasileiro". Mesmo porque seu resultado é capaz de retratar o nível de desenvolvimento de cada cidade e, assim, dar uma ideia sobre a qualidade de vida de seus cidadãos.
O IFDM é semelhante ao Índice de Desenvolvimento Humano (IDH), calculado pela ONU. Uma diferença entre ambos é que os dados do IFDM “podem ser coletados todo ano”, ao passo que os do IDH só são levantados uma vez por década, pois dependem de “dados do censo demográfico, realizado a cada 10 anos.”

## Categorias
O índice varia de zero (

Mapa dos municípios do Rio de Janeiro por IFDM em 2013.Legenda:
Alto (7 municípios)
Moderado (81 municípios)
Regular (4 municípios)
Baixo (nenhum município)
Sem dados (nenhum município)

O índice varia de zero (valor mínimo) até 1 (valor máximo), sendo considerado:
- Alto, resultados superiores a 0,8 pontos;
- Moderado, resultados entre 0,6 e 0,8 pontos;
- Regular, resultados entre 0,4 e 0,6 pontos;
- Baixo, resultados inferiores a 0,4 pontos;

## Lista dos municípios
| Posição                  | Município                     | IFDM Consolidado (2013) |
| Desenvolvimento alto     | Desenvolvimento alto          | Desenvolvimento alto    |
| ------------------------ | ----------------------------- | ----------------------- |
| 1º                       | Resende                       | 0.8441                  |
| 2º                       | Nova Friburgo                 | 0.8314                  |
| 3º                       | Niterói                       | 0.8302                  |
| 4º                       | Rio de Janeiro                | 0.8281                  |
| 5º                       | Macaé                         | 0.8227                  |
| 6º                       | Itaperuna                     | 0.8202                  |
| 7º                       | Volta Redonda                 | 0.8086                  |
| Desenvolvimento moderado |                               |                         |
| 8º                       | Piraí                         | 0.7943                  |
| 9º                       | Petrópolis                    | 0.7904                  |
| 10º                      | Teresópolis                   | 0.7876                  |
| 11º                      | Rio Bonito                    | 0.7873                  |
| 12º                      | Porto Real                    | 0.7858                  |
| 13º                      | Armação dos Búzios            | 0.7855                  |
| 14º                      | Quissamã                      | 0.7841                  |
| 15º                      | Santo Antônio de Pádua        | 0.7824                  |
| 16º                      | Cabo Frio                     | 0.7806                  |
| 17º                      | Barra Mansa                   | 0.7738                  |
| 18º                      | Seropédica                    | 0.7715                  |
| 19º                      | Rio das Ostras                | 0.7676                  |
| 20º                      | Comendador Levy Gasparian     | 0.7674                  |
| 21º                      | Itaguaí                       | 0.7671                  |
| 22º                      | Três Rios                     | 0.7666                  |
| 23º                      | Itaboraí                      | 0.7648                  |
| 24º                      | Angra dos Reis                | 0.7579                  |
| 25º                      | Aperibé                       | 0.7566                  |
| 26º                      | Campos dos Goytacazes         | 0.7512                  |
| 27º                      | Paraty                        | 0.7487                  |
| 28º                      | Itatiaia                      | 0.7471                  |
| 29º                      | Pinheiral                     | 0.7462                  |
| 30º                      | Natividade                    | 0.7417                  |
| 31º                      | Saquarema                     | 0.7405                  |
| 32º                      | Mendes                        | 0.7400                  |
| 33º                      | Paraíba do Sul                | 0.7394                  |
| 34º                      | Mangaratiba                   | 0.7383                  |
| 35º                      | Vassouras                     | 0.7363                  |
| 36º                      | Miguel Pereira                | 0.7352                  |
| 37º                      | Maricá                        | 0.7306                  |
| 38º                      | Valença                       | 0.7294                  |
| 38º                      | Itaocara                      | 0.7294                  |
| 40º                      | Macuco                        | 0.7260                  |
| 41º                      | Casimiro de Abreu             | 0.7251                  |
| 42º                      | Rio Claro                     | 0.7251                  |
| 43º                      | Bom Jardim                    | 0.7242                  |
| 44º                      | Carmo                         | 0.7226                  |
| 45º                      | Iguaba Grande                 | 0.7225                  |
| 46º                      | Cordeiro                      | 0.7222                  |
| 47º                      | São João da Barra             | 0.7189                  |
| 48º                      | Rio das Flores                | 0.7177                  |
| 49º                      | Paty do Alferes               | 0.7155                  |
| 50º                      | Bom Jesus do Itabapoana       | 0.7122                  |
| 51º                      | Italva                        | 0.7114                  |
| 52º                      | Miracema                      | 0.7087                  |
| 53º                      | São Fidélis                   | 0.7016                  |
| 54º                      | Nilópolis                     | 0.6989                  |
| 55º                      | Araruama                      | 0.6972                  |
| 56º                      | Silva Jardim                  | 0.6968                  |
| 57º                      | Cachoeiras de Macacu          | 0.6960                  |
| 58º                      | Magé                          | 0.6943                  |
| 59º                      | São Pedro da Aldeia           | 0.6943                  |
| 60º                      | Areal                         | 0.6926                  |
| 61º                      | Barra do Piraí                | 0.6913                  |
| 62º                      | São João de Meriti            | 0.6906                  |
| 63º                      | Guapimirim                    | 0.6895                  |
| 64º                      | São José de Ubá               | 0.6882                  |
| 65º                      | Nova Iguaçu                   | 0.6874                  |
| 66º                      | Quatis                        | 0.6819                  |
| 67º                      | Mesquita                      | 0.6802                  |
| 68º                      | Porciúncula                   | 0.6800                  |
| 69º                      | Sumidouro                     | 0.6782                  |
| 70º                      | Sapucaia                      | 0.6760                  |
| 70º                      | Tanguá                        | 0.6760                  |
| 72º                      | Duas Barras                   | 0.6756                  |
| 73º                      | Duque de Caxias               | 0.6695                  |
| 74º                      | São José do Vale do Rio Preto | 0.6689                  |
| 75º                      | São Gonçalo                   | 0.6676                  |
| 76º                      | São Francisco de Itabapoana   | 0.6674                  |
| 77º                      | Cantagalo                     | 0.6627                  |
| 78º                      | Arraial do Cabo               | 0.6620                  |
| 79º                      | Trajano de Morais             | 0.6559                  |
| 80º                      | Carapebus                     | 0.6543                  |
| 81º                      | Paracambi                     | 0.6475                  |
| 82º                      | Engenheiro Paulo de Frontin   | 0.6465                  |
| 83º                      | Queimados                     | 0.6412                  |
| 84º                      | Belford Roxo                  | 0.6369                  |
| 85º                      | Santa Maria Madalena          | 0.6336                  |
| 86º                      | Cardoso Moreira               | 0.6192                  |
| 87º                      | Laje do Muriaé                | 0.6163                  |
| 88º                      | Conceição de Macabu           | 0.6018                  |
| Desenvolvimento regular  |                               |                         |
| 89º                      | Cambuci                       | 0.5951                  |
| 90º                      | Varre-Sai                     | 0.5950                  |
| 91º                      | São Sebastião do Alto         | 0.5869                  |
| 92º                      | Japeri                        | 0.5442                  |
| Desenvolvimento baixo    |                               |                         |
| nenhum município         |                               |                         |